# Karl Friedrich xứ Baden
Karl Friedrich xứ Baden (tiếng Đức: Karl Friedrich von Baden; 22 tháng 11 năm 1728 - 10 tháng 6 năm 1811), là một nhà cai trị thế tục của Đế chế La Mã Thần thánh, từ năm 1771 đến 1803, ông giữ vị trí là Phiên địa bá tước xứ Baden, từ năm 1803 đến khi Thánh chế La Mã tan rã (1806), địa vị của ông được nâng lên thành Tuyển hầu, từ năm 1806 đến khi qua đời vào năm 1811, lãnh thổ của ông được nâng lên thành Đại công quốc Baden, vì thế tước vị cuối cùng của ông là Đại công tước.
Karl là một người tham vọng, ông đã thống nhất 2 phiên hầu quốc Baden-Durlach và Baden-Baden sau hàng thế kỷ chia tách bởi các dòng khác nhau của Nhà Zähringen. Ông tìm cách mở rộng thêm lãnh thổ xung quanh thông qua việc liên minh với Nhà Habsburg-Lorraine của Áo chống lại Cách mạng Pháp, sau đó trở giáo chiến đấu bên cạnh Hoàng đế Napoleon của Đệ Nhất Đế chế Pháp, cũng chính vị hoàng đế này nâng ông lên vị trí Tuyển đế hầu vào năm 1803 và ban thưởng cho Baden nhiều đất đai. Năm 1806, Franz II của Thánh chế La Mã tuyên bố chấm dứt sự tồn tại của Đế chế La Mã Thần thánh, các nhà nước của đế chế, trong đó có Tuyển hầu quốc Baden tuyên bố trở thành những nhà cai trị có chủ quyền. Đại công tước Karl qua đời vào năm 1811, nên không thể thấy sự sụp đổ của Napoleon và Đế chế Pháp bốn năm sau đó.
Năm 10 tuổi, ông được thừa kế ngôi Bá tước xứ Baden-Durlach từ ông nội, lãnh thổ này có diện tích 1.631 km2, đến năm 1771, sau cái chết của August Georg Simpert, Bá tước xứ Baden-Baden, mà không để lại người thừa kế, nên Karl đã được thừa kế thêm 140,18 km2 lãnh thổ của Baden-Baden, ông chính thức hợp nhất 2 bá quốc sau 235 năm chia cắt, không dừng lại ở đó, trong suốt 73 năm cai trị của mình ông đã mở rộng lãnh thổ lên gấp 13,3 lần, cho đến khi ông qua đời độ rộng lớn của nó đã đạt 15.082 km2. Đây là kết quả của sự khôn ngoan của ông trong ngoại giao và liên minh. Ông cũng là một nhà cái trị hiếm có trong lịch sử 1000 năm của Đế chế La Mã Thần thánh, vì ông đã trải qua 5 tước vị quân chủ trong suốt cuộc đời của mình, lúc đầu là Bá tước cai trị xứ Baden-Durlach, sau được thừa kế và nhận thêm tước vị Bá tước xứ Baden-Baden, hai bá quốc Baden-Durlach và Baden-Baden được hợp nhất nên ông trở thành Bá tước xứ Baden, sau đó Baden được nâng lên Tuyển đế hầu và cuối cùng được nâng lên Đại công tước xứ Baden. Ông giữ ngôi vị trong 73 năm và sống thọ đến 83 tuổi, nên ông trở thành một trong những vị quân chủ nắm giữ ngai vàng lâu nhất trong lịch sử thế giới, lâu hơn cả Vua Louis XIV của Pháp hay Elizabeth II của Anh.

## Tiểu sử

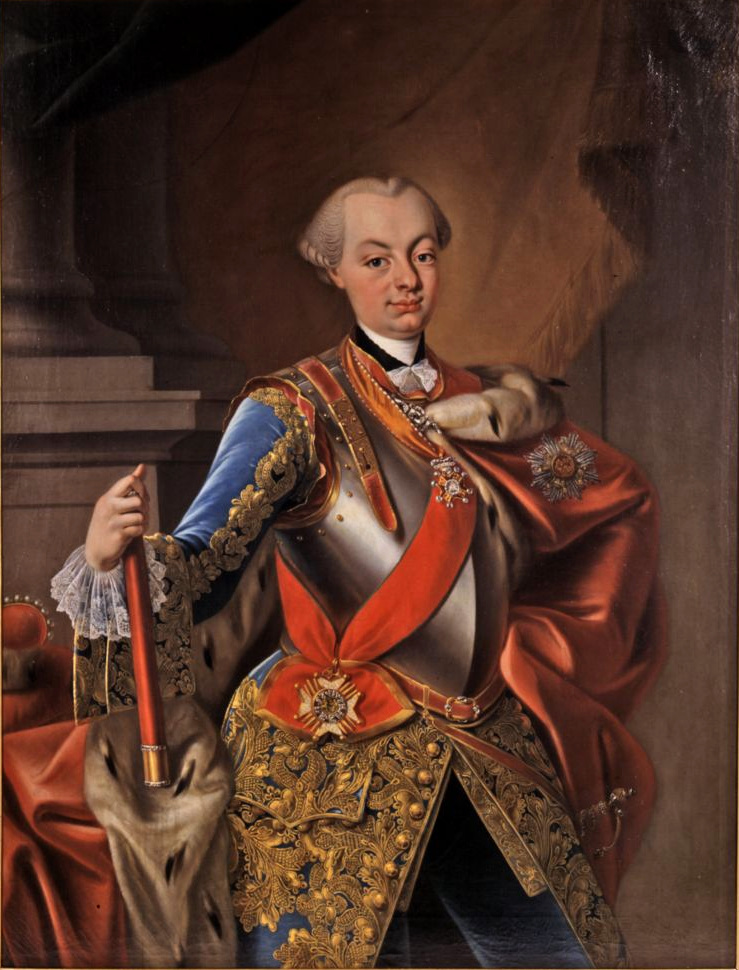
Chân dung của Karl, có lẽ được vẽ vào khoảng năm 1746–1750 bởi Philipp Heinrich Kisling.

Karl sinh ra tại Karlsruhe, ông là con trai của Thân vương cha truyền con nối Frederick xứ Baden-Durlach và mẹ là Thân vương nữ Amalia xứ Nassau-Dietz (13 tháng 10 năm 1710 - 17 tháng 9 năm 1777), con gái của Johan Willem Friso, Thân vương xứ Orange.
Ông kế vị quyền cai trị Phiên hầu quốc Baden-Durlach từ ông nội của mình vào năm 1738, lúc đó ông chỉ mới 10 tuổi, đến năm 1746 ông mới được hội đồng nhiếp chính trao lại quyền cai trị. Năm 1771, ông thừa kế thêm Phiên hầu quốc Baden-Baden từ dòng công giáo của gia tộc. Điều này khiến ông trở thành một nhà cai trị theo Tin Lành nhưng phần lớn thần dân lại theo Công giáo La Mã, tuy nhiên Đại hội Đế chế cho phép điều này, bởi vì trước đây Tuyển hầu quốc Sachsen đã chuyển sang Công giáo từ Tin Lành mà vẫn được phép giữ quyền kiểm soát của mình trong nhóm Nhà nước theo Tin Lành trong Đại hội Đế chế. Sau khi kế thừa thêm lãnh thổ Baden-Baden, ông đã chính thức hợp nhất 2 phiên hầu quốc này lại với tên gọi Phiên hầu quốc Baden sau hàng thế kỷ bị chia tách. Ông được xem là một ví dụ điển hình cho một nhà cai trị theo Chủ nghĩa chuyên chế khai sáng (Enlightened absolutism), với những chính sách hỗ trợ các trường học, đại học, tư pháp, dịch vụ dân sự, kinh tế, văn hóa và phát triển đô thị. Ông cho loại bỏ các hình thức tra tấn trong việc thực thi pháp luật vào năm 1767, và bãi bỏ chế độ nông nô vào năm 1783. Ông được bầu làm Thành viên Hoàng gia của Hiệp hội Hoàng gia vào năm 1747.
Năm 1803, Karl Frederick được nâng lên Tuyển đế hầu xứ Baden, và năm 1806 là Đại công tước đầu tiên của Đại Công quốc Baden. Thông qua quá trình Hòa giải Đức, bộ trưởng Sigismund von Reitzenstein đã nỗ lực giúp Baden có được lãnh thổ của Giáo phận vương quyền Constance, và các lãnh thổ của Giáo phận vương quyền Basel, Giáo phận vương quyền Strassburg, và Giáo phận vương quyền Speyer nằm ở hữu ngạn sông Rhine, ngoài Breisgau và Ortenau. Năm 1806, Baden gia nhập Liên bang Rhine.
Ông qua đời tại Karlsruhe vào năm 1811, và là một trong số ít các nhà cai trị Đức chết trong Kỷ nguyên Napoléon, không có cơ hội nhìn thấy sự thất bại và xụp đổ của Đệ Nhất Đế chế Pháp.

## Sự phát triển lãnh thổ
Vào đầu triều đại của Karl (1746), Bá quốc Baden-Durlach có ít hơn 90.000 cư dân và diện tích chỉ 29 dặm vuông (~1.631 km2). Khi ông qua đời (1811), Đại công quốc Baden có diện tích 260 dặm vuông (~14.622 km2) với khoảng 930.000 cư dân.
Khi Karl 18 tuổi, ông đã tiếp quản một trong nhiều lãnh thổ nhỏ và rời rạc nằm trong Đế chế La Mã Thần thánh; Ở tuổi 83, ông qua đời với tư cách là vị quân chủ khai sáng của một nhà nước bậc trung, được kính trọng khắp châu Âu và được coi là "đất nước Baden kiểu mẫu" (badisches Musterländle). Chính phủ của ông đã tuân theo phương châm Ôn hòa và thận trọng hơn - với sự điều độ và lý trí.
Sự phát triển lãnh thổ của Baden dưới thời cai trị của Karl diễn ra theo nhiều bước:
- 1771 – Hai vùng lãnh thổ bị tách rời của Baden là Bá quốc Baden-Durlach và Bá quốc Baden-Baden được tái thống nhất, để thành lập ra Bá quốc Baden.
- 1796 – Hòa ước riêng biệt giữa Bá quốc Baden và Đệ Nhất Cộng hòa Pháp đã khiến bá quốc mất các khu vực ở tả ngạn sông Rhine.

1803 - Sau Kết luận chính của Phái đoàn Hoàng gia một số Thành bang đế chế đã được sáp nhập Baden thông qua Hòa giải Đức, cũng như nhiều Giáo phận vương quyền khác.
- 1805 – Hòa ước Pressburg quy định rằng Breisgau thuộc vùng Thượng Áo trước đây được bàn giao cho Baden.
- 1806 – Đạo luật Liên bang Rhine bổ sung thêm các lãnh thổ cho Baden, bao gồm hầu hết Thân vương quốc Fürstenberg.
- Từ năm 1803 đến năm 1814, Baden đã ký kết các thỏa thuận trao đổi các lãnh thổ tách rời với nhiều nước láng giềng để thống nhất quyền cai trị.

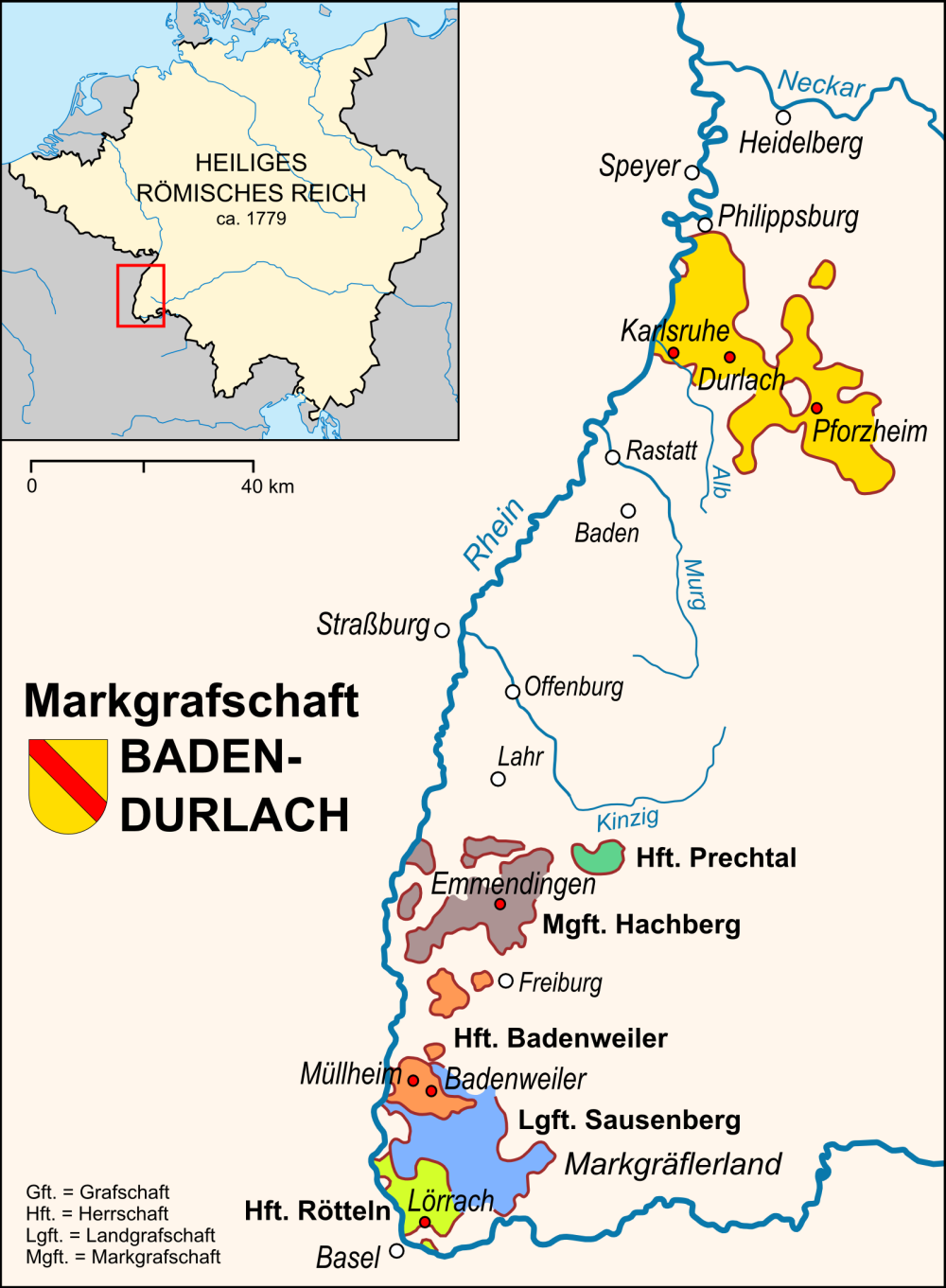
Bá quốc Baden-Durlach 1535 đến 1771
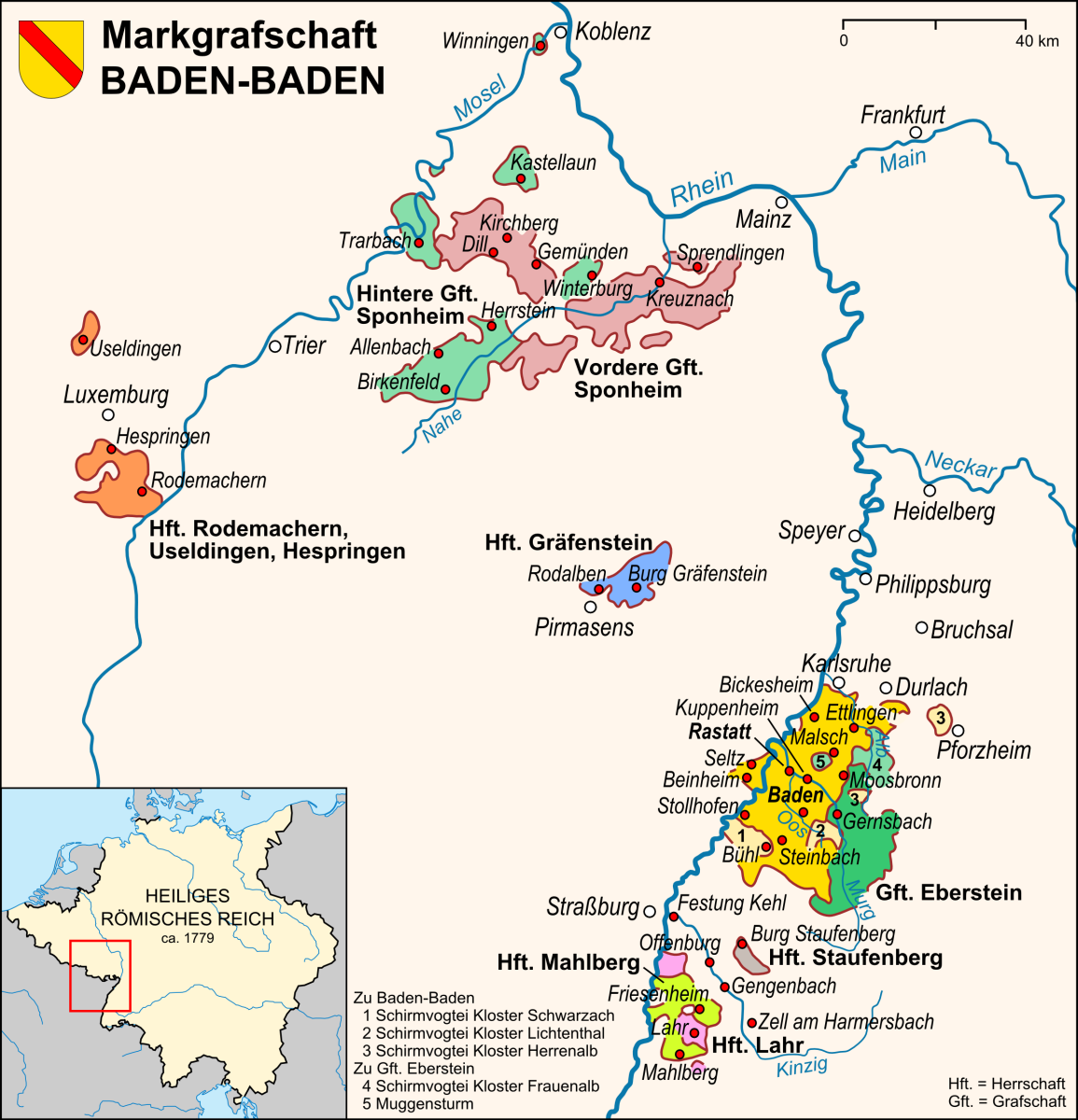
Bá quốc Baden-Baden 1535 đến 1771
Tuyển đế hầu/Đại công quốc Baden 1803–1819

## Hôn nhân và con cái

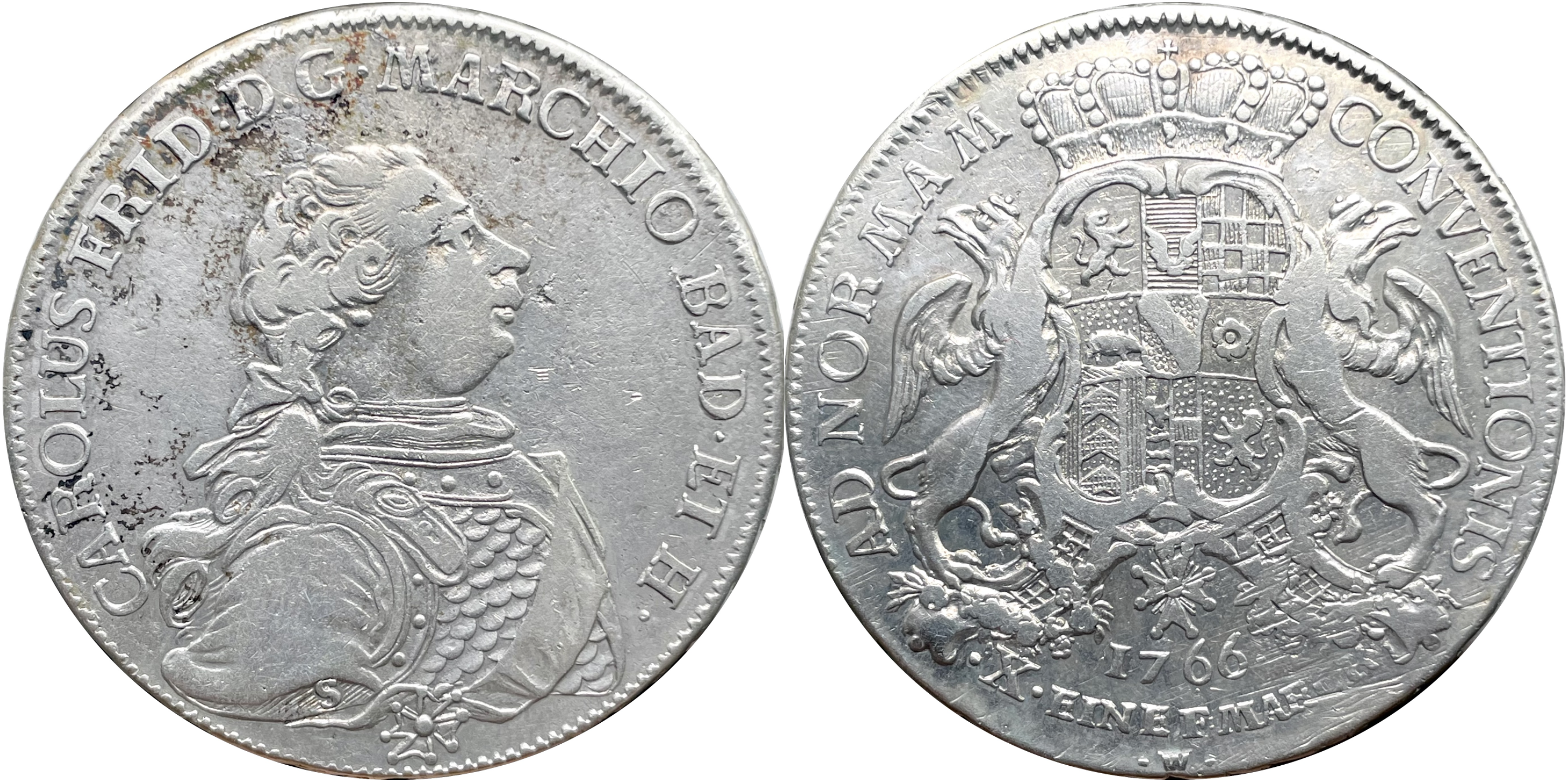
Xu bạc: 1 konventionsthaler Karl Friedrich xứ Baden-Durlach, đúc năm 1766

Karl Frederick kết hôn với Karoline Luise xứ Hessen-Darmstadt vào ngày 28 tháng 1 năm 1751. Bà là con gái của Louis VIII xứ Hesse-Darmstadt, sinh ngày 11 tháng 7 năm 1723 và mất ngày 8 tháng 4 năm 1783.
Karl Frederick và Caroline Louise có những người con sau:
- Karl Ludwig, Đại công tử cha truyền con nối xứ Baden (14 tháng 2 năm 1755 - 16 tháng 12 năm 1801); con trai của ông, Karl, kế vị Karl Frederick làm Đại Công tước sau khi ông qua đời vào năm 1811.
- Đại công tử Frederick xứ Baden (29 tháng 8 năm 1756 - 28 tháng 5 năm 1817); kết hôn vào ngày 9 tháng 12 năm 1791 với Louise xứ Nassau-Usingen (16 tháng 8 năm 1776 - 19 tháng 2 năm 1829), con gái của Công tước Frederick xứ Nassau-Usingen.
- Đại công tử Ludwig xứ Baden (9 tháng 2 năm 1763 - 30 tháng 3 năm 1830); có ba người con ngoài giá thú với Katharina Werner, tạo ra Nữ bá tước xứ Gondelsheim và Langenstein vào năm 1818. Louis kế vị cháu trai Karl của mình là Louis I, Đại công tước thứ 3 vào năm 1818.
- Con trai (29 tháng 7 năm 1764 - 29 tháng 7 năm 1764).
- Đại công nữ Louise Auguste xứ Baden (8 tháng 1 năm 1767 - 11 tháng 1 năm 1767).

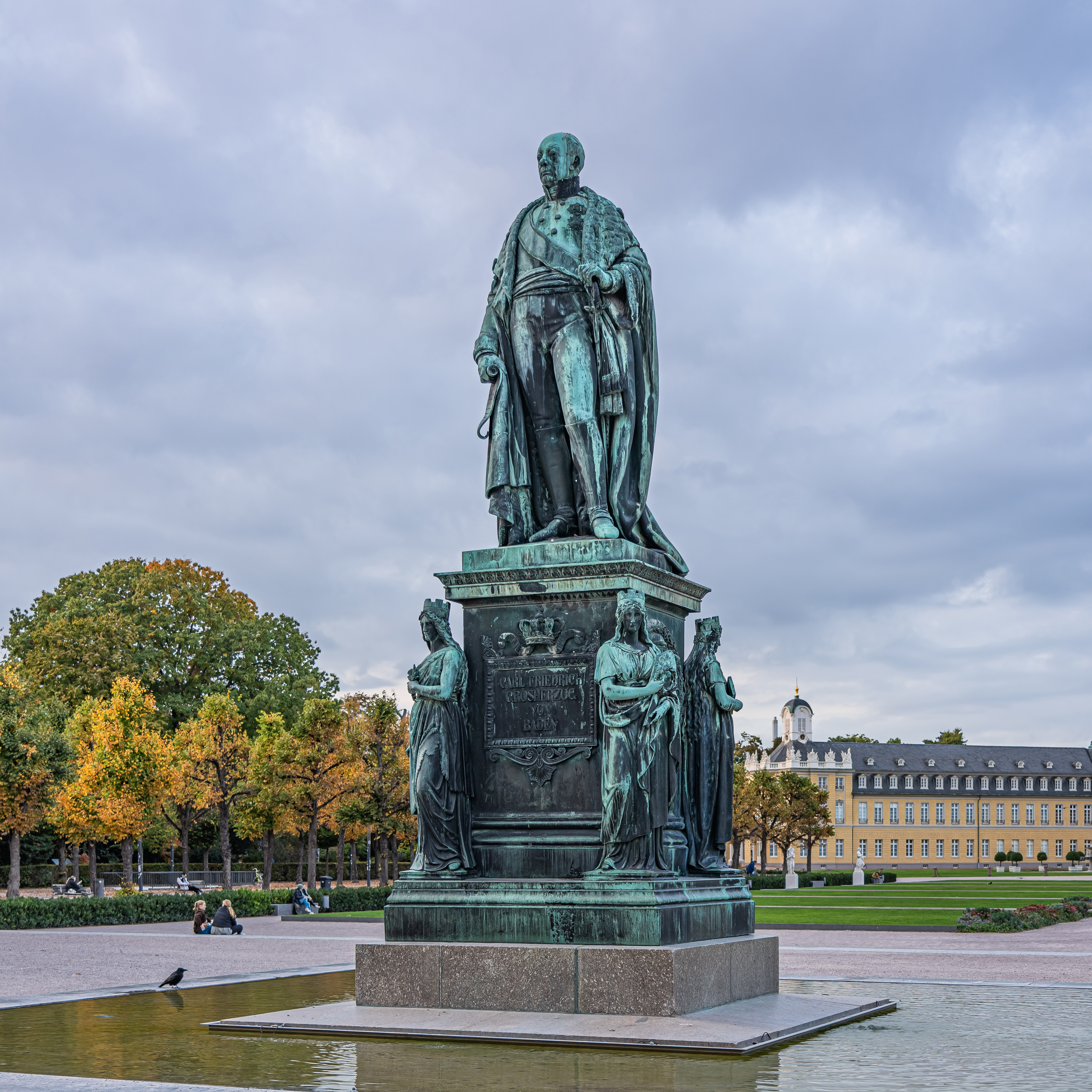
Tượng Karl Frederick trước Cung điện Karlsruhe (Schloss)

Karl Frederick cưới Louise Caroline, Nữ Nam tước Geyer của Geyersberg làm vợ thứ hai vào ngày 24 tháng 11 năm 1787. Cô là con gái của Trung tá Louis Henry Philipp, Nam tước Geyer của Geyersberg và vợ Maximiliana Christiane, Nữ bá tước xứ Sponeck. Cô sinh ngày 26 tháng 5 năm 1768 và mất vào ngày 23 tháng 7 năm 1820. Đây là một cuộc hôn nhân theo kiểu Quý tiện kết hôn, và những đứa trẻ được sinh ra từ cuộc hôn nhân này không đủ điều kiện để kế thừa ngai vàng và tài sản. Louise trao tước vị Nam tước Hochberg vào thời điểm kết hôn của cô ấy và Nữ bá tước Hochberg vào năm 1796; cả hai tước vị này về sau được truyền lại cho các con của bà.
Họ có những đứa con sau:
- Đại công tử Leopold xứ Baden (29 tháng 8 năm 1790 - 24 tháng 4 năm 1852); sau đó thành công trong việc kế thừa ngôi vị với tước hiệu Leopold I, Đại công tước Baden. Kết hôn vào ngày 25 tháng 7 năm 1819 tại Karlsruhe với cháu gái cùng cha khác mẹ của mình, Công chúa Sophie của Thụy Điển (21 tháng 5 năm 1801 - 6 tháng 7 năm 1865), con gái lớn của cựu Quốc vương Gustav IV Adolf của Thụy Điển và Frederica của Baden.
- Đại công tử William của Baden (8 tháng 4 năm 1792 - 11 tháng 10 năm 1859).
- Đại công tử Frederick Alexander xứ Baden (10 tháng 6 năm 1793 - 18 tháng 6 năm 1793).
- Đại công nữ Amalie xứ Baden (26 tháng 1 năm 1795 - 14 tháng 9 năm 1869); kết hôn vào ngày 19 tháng 4 năm 1818 Karl Egon II xứ Fürstenberg (28 tháng 10 năm 1796 - 22 tháng 10 năm 1854); con gái của họ, Công chúa Pauline von Fürstenberg, là mẹ của Công chúa Margarethe của Hohenlohe-Öhringen (b. Slawentzitz, 27 tháng 12 năm 1865 - d. Dresden, ngày 13 tháng 6 năm 1940), người vợ thứ hai của Wilhelm, Bá tước Hohenau (bản thân là con trai của Vương tử Albert của Phổ
- Đại công tử Maximilian xứ Baden (8 tháng 12 năm 1796 - 6 tháng 3 năm 1882).

Đến năm 1817, hậu duệ của Karl Frederick với người vợ đầu tiên của ông đã chết gần hết mà không để lại người kế vị. Để ngăn chặn ngai vàng của Đại công quốc Baden sẽ bị rơi vào tay của người thừa kế tiếp theo là Maximilian I Joseph của Bayern (anh rể của Đại Công tước thứ 3), đương kiêm Đại công tước Karl (cháu nội của vị Đại công tước đầu tiên), đã thay đổi luật kế vị để hợp pháp hoá quyền thừa kế của các hậu duệ của Karl Frederick với người vợ thứ 2, mà trước đo bị xem là không hợp pháp để thừa kế ngai vàng. Vì thế mà các hậu duệ này đã nhận được tước hiệu Đại công tử và Đại công nữ của xứ Baden một cách hợp pháp giống như các anh chị cùng cha khác mẹ của mình.
Quyền kế vị của dòng thứ đã được củng cố khi Baden thông qua hiến pháp vào năm 1818, và được Vương quốc Bayern và các cường quốc công nhận trong Hiệp ước Frankfurt, 1819. Con cháu của Leopold cai trị Đại công quốc Baden cho đến năm 1918. Những người tuyên bố quyền thừa kế ngai vàng của Baden hiện nay là hậu duệ của Leopold.
Leopold, con trai cả của cuộc hôn nhân thứ hai, kế vị làm Đại công tước vào năm 1830.

## Tổ tiên
| \| \| \| \| \| \| \| \| \| \| \| 8. Frederick VII, Phiên hầu tước của Baden-Durlach \| \| \| \| \| \| \| \| \| \| \| \| \| \| \| \| \| \| \| \| \| \| \| \| \| \| \| \| \| \| \| \| \| \| \| \| \| \| \| \| \| \| \| \| \| \| \| \| \| \| \| 4. Charles III William, Phiên hầu tước của Baden-Durlach \| \| \| \| \| \| \| \| \| \| \| \| \| \| \| \| \| \| \| \| \| \| \| \| \| \| \| \| \| \| \| \| \| \| \| \| \| \| \| \| \| \| \| \| \| \| \| \| \| \| \| \| \| \| \| \| \| \| \| \| 9. Augusta Marie của Holstein-Gottorp \| \| \| \| \| \| \| \| \| \| \| \| \| \| \| \| \| \| \| \| \| \| \| \| \| \| \| \| \| \| \| \| \| \| \| \| \| \| \| \| \| \| \| \| \| \| \| \| \| \| \| \| \| \| \| \| \| \| \| \| 2. Frederick, Hoàng tử cha truyền con nối của Baden-Durlach \| \| \| \| \| \| \| \| \| \| \| \| \| \| \| \| \| \| \| \| \| \| \| \| \| \| \| \| \| \| \| \| \| \| \| \| \| \| \| \| \| \| \| \| \| \| \| \| \| \| \| \| \| \| \| \| \| \| \| \| 10. William Louis, Công tước của Württemberg \| \| \| \| \| \| \| \| \| \| \| \| \| \| \| \| \| \| \| \| \| \| \| \| \| \| \| \| \| \| \| \| \| \| \| \| \| \| \| \| \| \| \| \| \| \| \| \| \| \| \| \| \| \| \| \| \| \| \| \| 5. Magdalena Wilhelmine của Württemberg \| \| \| \| \| \| \| \| \| \| \| \| \| \| \| \| \| \| \| \| \| \| \| \| \| \| \| \| \| \| \| \| \| \| \| \| \| \| \| \| \| \| \| \| \| \| \| \| \| \| \| \| \| \| \| \| \| \| \| \| 11. Magdalena Sibylla của Hesse-Darmstadt \| \| \| \| \| \| \| \| \| \| \| \| \| \| \| \| \| \| \| \| \| \| \| \| \| \| \| \| \| \| \| \| \| \| \| \| \| \| \| \| \| \| \| \| \| \| \| \| \| \| \| \| \| \| \| \| \| \| \| \| 1. Charles Frederick, Đại công tước của Baden \| \| \| \| \| \| \| \| \| \| \| \| \| \| \| \| \| \| \| \| \| \| \| \| \| \| \| \| \| \| \| \| \| \| \| \| \| \| \| \| \| \| \| \| \| \| \| \| \| \| \| \| \| \| \| \| \| \| \| \| 12. Henry Casimir II, Thân vương của Nassau-Dietz \| \| \| \| \| \| \| \| \| \| \| \| \| \| \| \| \| \| \| \| \| \| \| \| \| \| \| \| \| \| \| \| \| \| \| \| \| \| \| \| \| \| \| \| \| \| \| \| \| \| \| \| \| \| \| \| \| \| \| \| 6. John William Friso, Thân vương xứ Orange \| \| \| \| \| \| \| \| \| \| \| \| \| \| \| \| \| \| \| \| \| \| \| \| \| \| \| \| \| \| \| \| \| \| \| \| \| \| \| \| \| \| \| \| \| \| \| \| \| \| \| \| \| \| \| \| \| \| \| \| 13. Henriëtte Amalia của Anhalt-Dessau \| \| \| \| \| \| \| \| \| \| \| \| \| \| \| \| \| \| \| \| \| \| \| \| \| \| \| \| \| \| \| \| \| \| \| \| \| \| \| \| \| \| \| \| \| \| \| \| \| \| \| \| \| \| \| \| \| \| \| \| 3. Công chúa Amalia của Nassau-Dietz \| \| \| \| \| \| \| \| \| \| \| \| \| \| \| \| \| \| \| \| \| \| \| \| \| \| \| \| \| \| \| \| \| \| \| \| \| \| \| \| \| \| \| \| \| \| \| \| \| \| \| \| \| \| \| \| \| \| \| \| 14. Charles I, Landgrave của Hesse-Kassel \| \| \| \| \| \| \| \| \| \| \| \| \| \| \| \| \| \| \| \| \| \| \| \| \| \| \| \| \| \| \| \| \| \| \| \| \| \| \| \| \| \| \| \| \| \| \| \| \| \| \| \| \| \| \| \| \| \| \| \| 7. Landgravine Marie Louise của Hesse-Kassel \| \| \| \| \| \| \| \| \| \| \| \| \| \| \| \| \| \| \| \| \| \| \| \| \| \| \| \| \| \| \| \| \| \| \| \| \| \| \| \| \| \| \| \| \| \| \| \| \| \| \| \| \| \| \| \| \| \| \| \| 15. Maria Amalia của Courland \| \| \| \| \| \| \| \| \| \| \| \| \| \| \| \| \| \| \| \| \| \| \| \| \| \| \| \| \| \| \| \| \| \| \| \| \| \| \| \| \| \| \| |                                                             |  |  |  |  |  |  |  |  |                                                    |  |  |  |
| |                                                             |  |  |  |  |  |  |  |  | 8. Frederick VII, Phiên hầu tước của Baden-Durlach |  |  |  |
| |                                                             |  |  |  |  |  |  |  |  |                                                    |  |  |  |
| |                                                             |  |  |  |  |  |  |  |  |                                                    |  |  |  |
| |                                                             |  |  |  |  |  |  |  |  |                                                    |  |  |  |
| | 4. Charles III William, Phiên hầu tước của Baden-Durlach    |  |  |  |  |  |  |  |  |                                                    |  |  |  |
| |                                                             |  |  |  |  |  |  |  |  |                                                    |  |  |  |
| |                                                             |  |  |  |  |  |  |  |  |                                                    |  |  |  |
| |                                                             |  |  |  |  |  |  |  |  |                                                    |  |  |  |
| | 9. Augusta Marie của Holstein-Gottorp                       |  |  |  |  |  |  |  |  |                                                    |  |  |  |
| |                                                             |  |  |  |  |  |  |  |  |                                                    |  |  |  |
| |                                                             |  |  |  |  |  |  |  |  |                                                    |  |  |  |
| |                                                             |  |  |  |  |  |  |  |  |                                                    |  |  |  |
| | 2. Frederick, Hoàng tử cha truyền con nối của Baden-Durlach |  |  |  |  |  |  |  |  |                                                    |  |  |  |
| |                                                             |  |  |  |  |  |  |  |  |                                                    |  |  |  |
| |                                                             |  |  |  |  |  |  |  |  |                                                    |  |  |  |
| |                                                             |  |  |  |  |  |  |  |  |                                                    |  |  |  |
| | 10. William Louis, Công tước của Württemberg                |  |  |  |  |  |  |  |  |                                                    |  |  |  |
| |                                                             |  |  |  |  |  |  |  |  |                                                    |  |  |  |
| |                                                             |  |  |  |  |  |  |  |  |                                                    |  |  |  |
| |                                                             |  |  |  |  |  |  |  |  |                                                    |  |  |  |
| | 5. Magdalena Wilhelmine của Württemberg                     |  |  |  |  |  |  |  |  |                                                    |  |  |  |
| |                                                             |  |  |  |  |  |  |  |  |                                                    |  |  |  |
| |                                                             |  |  |  |  |  |  |  |  |                                                    |  |  |  |
| |                                                             |  |  |  |  |  |  |  |  |                                                    |  |  |  |
| | 11. Magdalena Sibylla của Hesse-Darmstadt                   |  |  |  |  |  |  |  |  |                                                    |  |  |  |
| |                                                             |  |  |  |  |  |  |  |  |                                                    |  |  |  |
| |                                                             |  |  |  |  |  |  |  |  |                                                    |  |  |  |
| |                                                             |  |  |  |  |  |  |  |  |                                                    |  |  |  |
| | 1. Charles Frederick, Đại công tước của Baden               |  |  |  |  |  |  |  |  |                                                    |  |  |  |
| |                                                             |  |  |  |  |  |  |  |  |                                                    |  |  |  |
| |                                                             |  |  |  |  |  |  |  |  |                                                    |  |  |  |
| |                                                             |  |  |  |  |  |  |  |  |                                                    |  |  |  |
| | 12. Henry Casimir II, Thân vương của Nassau-Dietz           |  |  |  |  |  |  |  |  |                                                    |  |  |  |
| |                                                             |  |  |  |  |  |  |  |  |                                                    |  |  |  |
| |                                                             |  |  |  |  |  |  |  |  |                                                    |  |  |  |
| |                                                             |  |  |  |  |  |  |  |  |                                                    |  |  |  |
| | 6. John William Friso, Thân vương xứ Orange                 |  |  |  |  |  |  |  |  |                                                    |  |  |  |
| |                                                             |  |  |  |  |  |  |  |  |                                                    |  |  |  |
| |                                                             |  |  |  |  |  |  |  |  |                                                    |  |  |  |
| |                                                             |  |  |  |  |  |  |  |  |                                                    |  |  |  |
| | 13. Henriëtte Amalia của Anhalt-Dessau                      |  |  |  |  |  |  |  |  |                                                    |  |  |  |
| |                                                             |  |  |  |  |  |  |  |  |                                                    |  |  |  |
| |                                                             |  |  |  |  |  |  |  |  |                                                    |  |  |  |
| |                                                             |  |  |  |  |  |  |  |  |                                                    |  |  |  |
| | 3. Công chúa Amalia của Nassau-Dietz                        |  |  |  |  |  |  |  |  |                                                    |  |  |  |
| |                                                             |  |  |  |  |  |  |  |  |                                                    |  |  |  |
| |                                                             |  |  |  |  |  |  |  |  |                                                    |  |  |  |
| |                                                             |  |  |  |  |  |  |  |  |                                                    |  |  |  |
| | 14. Charles I, Landgrave của Hesse-Kassel                   |  |  |  |  |  |  |  |  |                                                    |  |  |  |
| |                                                             |  |  |  |  |  |  |  |  |                                                    |  |  |  |
| |                                                             |  |  |  |  |  |  |  |  |                                                    |  |  |  |
| |                                                             |  |  |  |  |  |  |  |  |                                                    |  |  |  |
| | 7. Landgravine Marie Louise của Hesse-Kassel                |  |  |  |  |  |  |  |  |                                                    |  |  |  |
| |                                                             |  |  |  |  |  |  |  |  |                                                    |  |  |  |
| |                                                             |  |  |  |  |  |  |  |  |                                                    |  |  |  |
| |                                                             |  |  |  |  |  |  |  |  |                                                    |  |  |  |
| | 15. Maria Amalia của Courland                               |  |  |  |  |  |  |  |  |                                                    |  |  |  |
| |                                                             |  |  |  |  |  |  |  |  |                                                    |  |  |  |
| |                                                             |  |  |  |  |  |  |  |  |                                                    |  |  |  |

## Tước hiệu
- 1738-1803: Bá tước xứ Baden và Hochberg, Bá tước xứ Sausenberg, Bá tước xứ Spontheim và Eberstein, Lãnh chúa xứ Rötteln, Badenweiler, Lahr và Mahlberg, v.v.
- 1803–1806: Bá tước xứ Baden và Hochberg, Công tước xứ Zähringen, Tuyển đế hầu của Đế chế La Mã Thần thánh, Bá tước Pflaz của sông Rhein, Bá tước xứ Breisgau, Sausenberg và Ortenau, v.v.[8]
- Từ 1806: Đại công tước xứ Baden, Công tước Zähringen.[9]